# Posti Group
Posti (officiële naam: Posti Group Corporation), voorheen Itella (van 2007-2015) is een Fins postbedrijf. De Finse staat is de enige aandeelhouder van het bedrijf. Het hoofdkantoor van Posti staat in Helsinki.